# Modraszek wikrama
Modraszek wikrama (Pseudophilotes vicrama) – motyl dzienny z rodziny modraszkowatych.

## Wygląd
Rozpiętość skrzydeł od 22 do 26 mm, dymorfizm płciowy wyraźny: wierzchnia strona skrzydeł samców niebieska; samica jest brunatna.

## Siedlisko
Murawy kserotermiczne na wzgórzach i zboczach, polany w świetlistych borach sosnowych i murawy na wydmach.

## Biologia i rozwój
Wykształca dwa pokolenia w roku (początek maja-połowa czerwca i połowa lipca-połowa sierpnia). Rośliny żywicielskie: macierzanka zwyczajna i piaskowa (być może również inne). Jaja barwy białej składane są na kwiatostanach lub innych częściach roślin żywicielskich. Larwy wylęgają się po tygodniu i żerują na nasionach i kwiatach. Stadium poczwarki trwa 2 tygodnie. Poczwarka może zimować. Gatunek fakultatywnie myrmekofilny, a mrówki towarzyszące należą do rodzajów Lasius i Myrmica.

## Rozmieszczenie geograficzne
Gatunek pontyjsko-śródziemnomorski o wyspowym zasięgu, w Polsce występuje aktualnie jedynie na Ponidziu, w Jurze Krakowsko-Częstochowskiej i koło Torunia. Gatunek bardzo zagrożony zarówno w Polsce jak i w innych krajach Europy.